# Стерьос Димитриу
Стерьос Димитриу Астериу (на гръцки: Στέργιος Δημητρίου Αστερίου) е даровит гръцки зограф от Македония, роден в южномакедонския град Кожани според подписите по иконите си, чиято най-голяма активност е в годините 1844 – 1864. Негови икони има в Ливади, Поморие, Варна, Негуш, Катерини и Ламия. Според Никос Грекос стилът на Стерьос Димитриу прилича на този на Даниил Катунакиотис.

## Биография

### Ливади, 1844 г.
Най-старите идентифицирани творби на Стерьос Димитриу са 7 икони от храма „Свети Атанасий“ в солунското село Ливади. Иконата „Христос Вседържител Полиелеос“ (1844) е сред престолните икони. Христос е представен седнал, облечен в червен хитон и син химатион със зелена подплата и златни панделки, благославящ с дясната ръка и държащ разтворено евангелие с лявата. В лявата част на иконата има подпис: „αωμδ: / 10(εμ)βρίου: 15 / χειρ ΣΤ(Ε)Ρ(ΓΙΟΥ): Δ(ημητρίου): Α(στερίου): / εκ Κοζάνης“, в превод: „1844 декември 15 от ръката на Ст(е)р(ьос) Д(имитриу) А(стериу) от Кожани“.
На „Свети Архангел Михаил“ (1844) архангелът войн е представен фронтално, до колене, със светлокафяви крила, с меч в дясната ръка, в светлозелена броня със зооморфна фигура на дясното рамо и червена наметка. В долната част на иконата има дарителски надпис: „Δια συνδρομής κ(αι) εξόδων, / του οσιωτάτου Κυρίου Πολυκάρ:/που, εκ χώρας λειβαδίου, και / των Ακακίου ιερομονάχου, / Ευθυμίου μοναχού, Παύλου μοναχού, / Νικολάου, Παναγιώτης. / εν έτει αωμδ ́κατά μη:/ναν 7:βρίον / χειρ στεργίου Δ(ημητρίου): εκ Κοζάνης“, в превод „Със средствата на благословения господин Поликарпос от село Ливади, и на Акакий йеромонах, Евтимий монах, Павел монах, Николаос Панайотис в годината 1844 през септември, от ръката на Стерьос Д(имитриу): от Кожани“.
На иконата на Свети Атанасий (1844) светецът е представен фронтално, до коляно, облечен като архиерей в червен стихарий и омофор с кръстове, благославящ с дясната ръка и държащ отворено евангелие с лявата. В долния десен ъгъл на иконата има дарителски надпис „Δια συνδρομής και εξόδων, του οσιωτάτου Κυρίου / Πολυκάρπου εκ χώρας λειβαδίου, και των / Αγγελάκη, Λευθίνας, Χαΐδος, Μαρίας / χάριν μνημοσύνης των ονομά των, ινά μνη:/μονεύων[νται] εις την προσκομιδήν, ως φαίνον:/ται και εκεί γεγραμμένα. / εν έτει αωμδ ́. κατά μήναν / 7:βρίον / χειρ στεργίου Δ(ημητρίου): εκ Κοζάνης“, в превод „Със средствата на благословения господин Поликарпос от село Ливади и на Ангелакис, Левтина, Хайдо, Мария за памет на имената им, в проскомидията, където са написани, в 1844, месец септември, от ръката на Стерьос Д(имитриу) от Кожани“.
На иконата на Свети Илия (около 1844) светецът е изобразен фронтално, до коляно, облечен в тъмносин химатион и червена мантия, с дясната си ръка сочи към свитъка в лявата, в който долу е и дарителският надпис: „Διὰ συνδρομῆς και ἐξό:/δων τοῦ ὁσιωτάτου Κυρίου Νικο:/δήμου ἐκ χώρας λιβαδίου, / καὶ τῶν, Καλλινίκου μο:/ναχοῦ. Θεοδώρου, τριαν:/ ταφυλλίας, Περζῆς και / Ἀγγέλου, χάριν μνημοσύνης / τῶν ἄνω ὀνομάτων, ἳνα / μνημονεύονται εἰς την προ/ σκομιδήν, ως φαίνονται και / ἐκεί γεγραμμένα“, в превод „Със средствата на благословения господин Никодимос от село Ливади и на Калик монах, Теодорос, Трендафилия, Перзи и Ангелос, за памет на имената им в проскомидията, където са написани“. В надписа няма името на Стерьос, но размерът на иконата, цветовата гама, бароковите медальони за сигнатурите, техниката и стилът несъмнено говорят, че иконата е негова.
Богородица Одигитрия е изобразена до коляно, държаща детето Исус, облечена в син хитон и червен мафорион, чийто ръбове са украсени със злато. Исус благославя с дясната си ръка, а в лявата държи отворено евангелие. Ореолите са от сребро. В долния ляв ъгъл има надпис „αωμδ / χ(είρ): στ(εργίου): Δ(ημητρίου): Α(στερίου): / (εκ) Κ(οζάνης)“, „1844, от ръката Стерьос Димитриу Астериу Кожани“.
Христо Пантократор Елеймон (1844) е изобразен до колене, облечен с червен хитон и син химатион, благославящ с дясната ръка и държащ отворено евангелие с лявата. В долния ляв ъгъл има надпис „ΑΩΜΔ / χειρ Στ(εργίου) Δ(ημητρίου) Α(στερίου) / εκ Κοζάνης“, „1844 от ръката на Стерьос Димитриу Астериу от Кожани“.
Последната икона на Стерьос Димитриу от храма „Свети Атанасий“ е на Света Анастасия Узорешителница (1845). Светицата е представена фронтално, права, държаща в дясната си ръка кръст, а в лявата фиала с лекарство. Облечена е в маслиненозелен хитон, червен мафорион и носи червени обувки. В долната част има зографски подпис „ΑΩΜΔ / χειρ Στ(εργίου) Δ(ημητρίου) Α(στερίου) / εκ Κοζάνης“, „1845 от ръката на Стерьос Димитриу Астериу от Кожани“.
- Икони от „Свети Атанасий“ в Ливади, 1844 – 1845 г.
- Архангел Михаил
- Свети Атанасий
- Свети Илия
- Света Богородица Одигитрия
- Христо Пантократор Елеймон
- Света Анастасия Узорешителница

### Анхиало, 1852 г. и Варна, 1853 г.
След Македония очевидно Стерьос Димитриу се мести да работи по Черноморието. За църквата „Преображение Господне“ в Анхиало (Поморие) изработва голямата (118 x 85 cm) престолна икона на Христос Вседържител (1852). Христо е изобразен фронтално, до пояс, с брада и кестенява коса. Облечен е в оранжев хитон със златни гънки и тъмно син химатион. С дясната си ръка благославя, а с лявата държи отворено евангелие с текста „ΕΓΩ ΕΙΜΙ / ΤΟ ΦΩΣ / ΤΟΥ ΚΟΣΜΟΥ / Ο ΑΚΟΛΟΥ/ΘΩΝ ΕΜΟΙ / ΟΥ ΜΗ ΠΕ/ΡΙΠΑΤΗ/ΣΗ ΕΝ ΤΗ / ΣΚΟΤΙΑ / ΑΛΛ ΕΞΑ/ ΤΟ ΦΩΣ / ΤΗΣ ΖΩΗΣ / 1852 Μαρτίου 27“. Сигнатурата Ι(ΗΣΟΥ)Σ / Χ(ΡΙΣΤΟ)Σ е в два медальона около главата му. Ръцете и нимбът са обковани със сребро. Фонът е златен. В долния ъгъл е подписът на художника „εὶρ Στεργίου Δ(ημητρίου): / ἐκ Κοζάνης“, „от ръката на Стерьос Димитриу от Кожани“. Иконата е добре запазена.
В 1853 година рисува с голямо майсторство иконата на Свети Спиридон в храма „Свети Атанасий“ във Варна. Иконата е с размери 145 x 94 cm и се пази в Археологическия музей във Варна, а на нейно място в църквата има копие. Свети Спиридон е изобразен седнал на златен трон в бароков стил. Дясната му ръка е вдигната в знак на благословия, а в лявата си ръка държи отворено евангелие с текст „ΕΙΠΕΝ Ο / ΚΥΡΙΟΣ / ΕΓΩ ΕΙΜΙ / Ο ΠΟΙΜΗΝ / Ο ΚΑΛΟΣ / Ο ΠΟΙΜΗΝ / Ο ΚΑΛΟΣ / ΤΗΝ ΨΥ/ΧΗΝ ΑΥ/ΤΟΥ ΤΙΘΗΣΙΝ“. Светецът е облечен в архиерейски одежди със специфичната си сламена шапка. От двете му страни има малки фигури на ангел и на Исус Христос в облаци. На златния фон зад главата на светеца с бели букви е сигнатурата Ο ΑΓΙΟΣ / ΣΠΥΡΙΔΩΝ, а малко по-долу е дарителският надпис: „Εγράφη Στεργίου / Δημηρὶου ὁ ἐк της / Κ(ο)ζάνης δαπάνη μεν / του έθνους τῶν ὑ/ποδηματοποιῶν / βαρναίων επι/στασία Δανιὴλ / Νικολὰου / εθνάρχου / έτει σωτηρίου / 1853 μηνί απριλ(ίου)
4“, „Изрисува Стерьос Димитриу от Кожани с иждивението на дружеството на обущарите варненци с грижата на Даниил Николау, народоначалник, в годината 1853, месец април 4“. Във всички икони Стерьос изписва фамилното си име само с инициал. То става известно благодарение на този подпис.
- Иконата на Свети Спиридон във Варна, 1853 г.
- Оригиналната икона
- Копието в църквата
- Копието в църквата

### Негуш, 1860 г., Ламия, 1864 г. и Катерини 1864 г.
В края на 1850-те Стерьос Димитриу се връща в Македония. На него принадлежи и иконата „Христос Вседържител на трон“ (1860) от църквата „Животворящ източник“ в южномакедонския град Негуш. Иконата е част от престолните икони, първата вдясно от царските двери. Иконата е рисувана съвместно от поп Атанасиос от Воден и Стерьос Димитриу, според надписа в долния ляв ъгъл „Δια χειρός Α/θανασίου Ιερε/ως προτοππ(απα): εκ / βοδενείς και Στεργίου: εκ / Κοζάνης / 1860 Μαίου 20“, „От ръцете на Атанасий йерей протопоп от Воден и Стерьос от Кожани 1860 май 20“. Според гръцкия богослов Павлос Кириакидис възможно е и други престолни икони в храма да са на двамата зографи. Христос е седнал на бароков трон и благославя с дясната ръка, а с лявата държи отворено евангелие с текста „ΕΓΩ ΕΙΜΙ / ΤΟ ΦΩΣ / ΤΟΥ ΚΟΣΜΟΥ Ο ΑΚΟΛΟΥΘΩΝ / ΕΜΟΙ ΟΥ ΜΗΠΕΡΙΠΑΤΗ/ΣΕΙ ΕΝ ΤΗ / ΣΚΟΤΙΑ Α/ΛΛ(Α) ΕΞΕΙ ΤΟ / ΦΩΣ ΤΗΣ ΖΩΗΣ“. От двете му страни има по-малки фигури на ангели. Нимбът и благославящата дясна ръка са обковани със сребро.
В църквата „Света Богородица Архондики“ в Ламия е запазена икона „Въведение Богородично“ (1864), дело на Стерьос Димитриу. На иконата от дясната страна прав е първосвещеникът Захарий, пред когото стои малката Мария с родителите си Йоаким и Ана. Зад тях има голяма група жени, присъстващи на службата. Подът е покрит с плочки, а на заден план има архитектурни елементи. Дарителският надпис гласи „Δαπάνη της συντεχνίας των σιδηρουργών. Έτει σωτηρίω αωξδ, χείρ Σεργίου Δημ(ητρίου) εκ Κοζάνης“, „С помощта на ковачкия еснаф. В годината на спасителя 1864, от ръката на Стерьос Димитриу от Кожани“.
Друго произведение на Стерьос Димитриу от същата 1864 година е иконата на „Свети Николай на трон“ в Китроската, Катеринска и Платамонска митрополия в Катерини, пазена митрополитския кабинет. Иконата има размери 112 x 68 cm. Свети Николай е представен в цял ръст на златен фон, седнал на бароков трон, като краката му са поставени на подиум Дясната му ръка е издигната в благословия, а в лявата ръка държи отворено евангелие с текст „ΕΙΠΕΝ Ο ΚΥ/ΡΙΟΣ. ΕΓΩ ΕΙ/ΜΙ Ο ΠΟΙΜΗΝ / Ο ΚΑΛΟΣ. Ο ΠΟΙ/ΜΗΝ Ο ΚΑΛΟΣ / ΤΗΝ ΨΥ/ΨΗΝ ΑΥΤΟΥ / ΤΙΘΗΣΙΝ / ΥΠΕΡ ΤΩ/Ν ΠΡΟΒΑ/ΤΩΝ“. Светецът е в архиерейски одежди – епитрахил, омофор и епигонатия, но е без митра. Над главата му отляво и отдясно в облаци са малките образи на Христос и Богородица, които му дават символите на святост. В долната част на иконата има дарителски надпис „Δια συνδρομής και εξώδου τω Κυρίω Δήμου Νι. Τσιόνγκα Καταφύγιο/ Έγραψε Στέργιος Δ(ημητρίου): ο εκ Κοζάνης τη 11η: Ιουλίου 1864“, „С материалната помощ на Димо Ни. Цьонгас Бежанец Изрисува Стерьос Димитриу от Кожани на 11 юли 1864“.
Стерьос Димитриу рисува заедно със синовете си Георгиос и Евтимиос. Негови произведения има и в Гумендже и в „Рождество Богородично“ в Рамна (Омало).